# Acanthochitona pelicanensis
Acanthochitona pelicanensis är en blötdjursart som beskrevs av Mackay 1929. Acanthochitona pelicanensis ingår i släktet Acanthochitona och familjen Acanthochitonidae. Inga underarter finns listade i Catalogue of Life.